# Большаков, Степан Степанович
Степан Степанович Большаков (ум. июль 1918) — участник Гражданской войны в России, большевистский деятель.

## Биография
Из рабочих. Один из создателей Красной гвардии в  Екатеринбурге.
Погиб в бою с белогвардейцами в июне 1918 года на реке Сылва. Тело было перевезено отступающей Красной гвардией в Пермь.
С. С. Большаков был похоронен в Перми, в сквере перед Оперным театром, вместе с П. Д. Хохряковым и П. М. Светлаковым. Над могилой был сооружен памятник авторства художника Н.М. Гущина. В декабре 1918 г. после взятия города колчаковцами памятник был взорван, могила разрушена. В советское время в сквере был установлен бюст П.Д. Хохрякова.

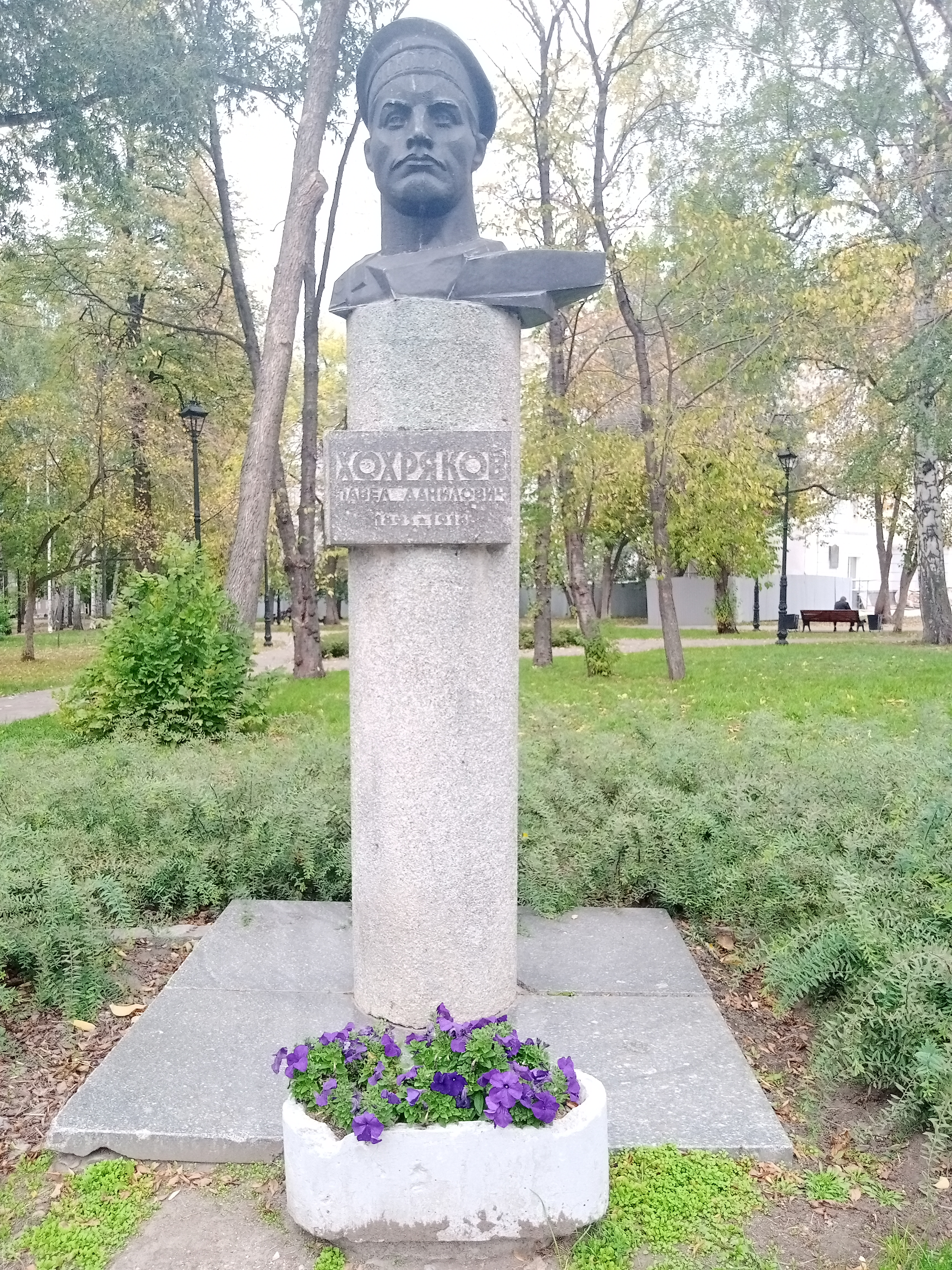
Бюст П.Д. Хохрякова в Перми на месте захоронения Хохрякова, Большакова и Светлакова

## Память
- Именем Большакова названа улица в Екатеринбурге. Также улица Большакова есть в городе Серове в посёлке Мякоткино[2].